# Біг-Кабін (Оклахома)
Біг-Кабін (англ. Big Cabin) — місто (англ. town) в США, в окрузі Крейг штату Оклахома. Населення — 174 особи (2020).

## Географія
Біг-Кабін розташований за координатами 36°32′25″ пн. ш. 95°13′20″ зх. д. / 36.54028° пн. ш. 95.22222° зх. д. (36.540187, -95.222116).  За даними Бюро перепису населення США в 2010 році місто мало площу 5,68 км², уся площа — суходіл.

## Демографія
Згідно з переписом 2010 року, у місті мешкало 265 осіб у 110 домогосподарствах у складі 69 родин. Густота населення становила 47 осіб/км².  Було 125 помешкань (22/км²).
Расовий склад населення:
| - 73,2 % — білих - 19,2 % — корінних американців - 1,1 % — чорних або афроамериканців - 0,8 % — азіатів |

До двох чи більше рас належало 5,7 %. Частка іспаномовних становила 0,0 % від усіх жителів.
За віковим діапазоном населення розподілялося таким чином: 24,2 % — особи молодші 18 років, 60,7 % — особи у віці 18—64 років, 15,1 % — особи у віці 65 років та старші. Медіана віку мешканця становила 39,6 року. На 100 осіб жіночої статі у місті припадало 93,4 чоловіків;  на 100 жінок у віці від 18 років та старших — 89,6 чоловіків також старших 18 років.
Середній дохід на одне домашнє господарство  становив 54 363 долари США (медіана — 39 250), а середній дохід на одну сім'ю — 58 915 доларів (медіана — 41 250). За межею бідності перебувало 18,2 % осіб, у тому числі 30,1 % дітей у віці до 18 років та 9,6 % осіб у віці 65 років та старших.
Цивільне працевлаштоване населення становило 104 особи. Основні галузі зайнятості: освіта, охорона здоров'я та соціальна допомога — 19,2 %, виробництво — 15,4 %, публічна адміністрація — 13,5 %.